# Вероника Авлав
Вероника Авлав (енгл. Veronica Avluv; Роулет, 23. новембар 1972) америчка је порно глумица.

## Биографија
Појавила се до сада у преко 100 порно филмова и освојила једну XRCO награду. Вероника Авлав себе описује као бисексуалку, али и наводи да је она углавном имала секс са женама током свог живота.
Била је удата за Ханса Авлава од 1996. док није преминуо од срчаног удара 26. марта 2013, а имају двоје деце заједно. И Вероника и Ханс имају по једно дете из претходних бракова.

## Награде и номинације
| Година | Доделио | Исход      | Категорија                          | Филм                      |
| ------ | ------- | ---------- | ----------------------------------- | ------------------------- |
| 2012   | AVN     | Номинована | MILF/Cougar Performer of the Year   | /                         |
| 2012   | XBIZ    | Номинована | MILF Performer of the Year          | /                         |
| 2013   | AVN     | Номинована | Best Anal Sex Scene                 | Oil Overload 7            |
| 2013   | AVN     | Номинована | Best Group Sex Scene                | Big Tits at Work 14       |
| 2013   | AVN     | Номинована | MILF/Cougar Performer of the Year   | /                         |
| 2013   | XBIZ    | Номинована | MILF Performer of the Year          | /                         |
| 2013   | XBIZ    | Номинована | Best Scene - Couples-Themed Release | My Mother’s Best Friend 6 |
| 2013   | XRCO    | Освојила   | MILF of the Year                    | /                         |

## Филмографија
- 2010 – Lesbian Adventures: Strap-On Specialists 2
- 2010 – Lesbian Seductions 30
- 2010 – Lesbian Seductions 32
- 2011 – Women Seeking Women 74
- 2012 – Lesbian Seductions 40
- 2012 – Seasoned Players 17
- 2012 – Slutty and Sluttier 17